# 兵庫県道・京都府道710号本郷辻線
兵庫県道・京都府道710号本郷辻線（ひょうごけんどう・きょうとふどう710ごう ほんごうつじせん）は、兵庫県丹波篠山市から京都府福知山市に至る一般県府道である。

## 概要
兵庫県丹波篠山市本郷から京都府福知山市三和町辻に至る。

### 路線データ
- 起点：兵庫県丹波篠山市本郷（本郷交差点、兵庫県道・京都府道97号篠山三和線交点、兵庫県道300号本郷藤坂線起点）
- 終点：京都府福知山市三和町辻（交点）

## 地理

### 通過する自治体
- 兵庫県
  - 丹波篠山市
- 京都府
  - 福知山市

### 交差する道路
| 交差する道路                                             | 都道府県名 | 市町村名   | 交差する場所 | 交差する場所      |
| -------------------------------------------------------- | ---------- | ---------- | ------------ | ----------------- |
| 兵庫県道・京都府道97号篠山三和線 兵庫県道300号本郷藤坂線 | 兵庫県     | 丹波篠山市 | 本郷         | 本郷交差点 / 起点 |
| 兵庫県道509号桑原栗柄線                                  | 兵庫県     | 丹波篠山市 | 桑原         |                   |
| 国道9号                                                  | 京都府     | 福知山市   | 三和町辻     | 終点              |

### 沿線
- オータニにしきカントリークラブ

### 峠
- 兵庫県
  - 箱部峠（丹波篠山市）